# 利特爾頓康芒 (麻薩諸塞州)
利特爾頓康芒（英語：Littleton Common）是位於美國麻薩諸塞州米德爾塞克斯縣的一個普查規定居民點。

## 人口
根據2020年美國人口普查的數據，利特爾頓康芒的面積為9.59平方千米，當中陸地面積為9.17平方千米，而水域面積為0.42平方千米。當地共有人口3065人，而人口密度為每平方千米319.6人。